# Periphyllus koelreuteriae
Periphyllus koelreuteriae är en insektsart. Periphyllus koelreuteriae ingår i släktet Periphyllus och familjen långrörsbladlöss. Inga underarter finns listade i Catalogue of Life.